# Symfonie nr. 7 (Penderecki)
De symfonie nr. 7 "Sieben Tore von Jerusalem" is een werk voor symfonieorkest, drie koren, twee sopranen, alt, tenor, bas en spreker van Krzysztof Penderecki.

## Aanleiding
Krzysztof Penderecki was een devoot katholiek en bezocht Jeruzalem in 1974 voor het eerst. In 1995 kreeg hij de opdracht een compositie te maken voor de viering van de feesten rondom het 3000-jarig bestaan van die stad. Dat mondde uiteindelijk uit in zijn 7e symfonie.

## Compositie
Het werk werd als oratorium gecomponeerd tussen april en december 1996. De première vond plaats op 9 januari 1997 in Jeruzalem op de slotdag van de feestelijkheden. Het orkest bestond uit leden van het Jerusalem Symphony Orchestra en het Symphonieorchester des Bayerischen Rundfunks en stond onder leiding van Lorin Maazel. Het werk droeg nog uitsluitend de titel "Sieben Tore von Jerusalem" (Engels: Seven Gates of Jerusalem). De Poolse première vond plaats op 14 maart van datzelfde jaar onder leiding van Kazimierz Kord. Pas daarna doopte Penderecki zijn werk om in zijn 7e symfonie, hoewel de 6e destijds nog niet voltooid was. 
De compositie bestaat uit zeven delen, die near de zeven poorten van Jeruzalem verwijzen (de achtste blijft volgens Joodse traditie gesloten totdat de nieuwe Messias arriveert).
1. Magnus Dominus et laudabilis nimis (teksten uit Psalm 48)
2. Si oblitus fuero tui, Jerusalem (teksten uit Psalm 137)
3. De Profundis (teksten uit Psalm 130)
4. Si oblitus fuero tui, Jerusalem (teksten uit Psalm 137 en Jesaja)
5. Lauda Jerusalem (teksten uit Psalm 147)
6. Facta es super me manus Domini (teksten uit Ezechiël)
7. Haec dicit Dominus (teksten uit Ezechiël en Daniël).

De delen 5, 6 en 7 vloeien in elkaar over.

## Korte beschrijving
Tijdens de late jaren negentig van de 20e eeuw dirigeerde Penderecki nogal wat composities van Dmitri Sjostakovitsj. Dat vind je terug in de muziek. Hier en daar lijkt Penderecki Sjostakovitsj te citeren. Het eind van het 5e deel sluit aan op het slot van de 15e symfonie van de Rus (tikkende percussie en strijkers); in deel 7 zit een aantal maten die zo geplukt lijken te zijn uit de 11e symfonie van de Rus (zwaar percussie met akkoord van strijkers).

Het werk laat niets meer horen van de avant-gardecomponist die Penderecki ooit was. Net als zijn andere kerkelijke muziek klinkt het laat-romantisch.

## Trivia
Het cijfer 7 komt vaker voor in de symfonie:
- 7 delen;
- het begin van deel 1 begint met 7 noten (van koper en slagwerk) achter elkaar, een motief dat prominent in het gehoor komt en gedurende de symfonie steeds terugkeert;
- de symfonie eindigt met 7 fortissimo-akkoorden.

## Bron
- uitgave Naxos

Nr. 1 · Nr. 2 · Nr. 3 · Nr. 4 · Nr. 5 · Nr. 6 · Nr. 7 · Nr. 8